# Marko Elsner
Marko Elsner (Ljubljana, 1960. április 11. – Ljubljana, 2020. május 18.) olimpiai bronzérmes jugoszláv válogatott szlovén labdarúgó, hátvéd.

## Pályafutása

### Klubcsapatban
Az osztrák Wacker Innsbruck, majd az ND Slovan korosztályos csapatában kezdte a labdarúgást. 1977–1983 között az Olimpija Ljubljana, 1983–1987 között a Crvena zvezda labdarúgója volt. A Crvenával egy-egy jugoszláv bajnoki címet és kupagyőzelmet ért el. 1987–1990 között a francia OGC Nice, 1990–1991 között az osztrák Admira Wacker, 1991–1993 között ismét a Nice játékosa volt.

### A válogatottban
1984–1988 között 14 alkalommal szerepelt a jugoszláv válogatottban. Részt vett az 1984-es franciaországi Európa-bajnokságon. Az 1984-es Los Angeles-i olimpián pedig bronzérmet szerzett a csapattal. 1992–1993 között kétszer szerepelt a szlovén válogatottban.

## Családja
Apja Branko Elsner (1929–2012) labdarúgó és edző volt. Fiai Luka (1982) és Rok (1986) szintén labdarúgók.

## Sikerei, díjai
Jugoszlávia
- Olimpiai játékok
  - bronzérmes: 1984, Los Angeles

 Crvena zvezda
- Jugoszláv bajnokság
  - bajnok: 1983–84
- Jugoszláv kupa
  - győztes: 1985